# Artedia
Artedia is een geslacht uit de familie  Apiaceae (schermbloemenfamilie). Het geslacht telt een soort die voorkomt van het oostelijke Middellandse Zeegebied tot in Iran.  Het geslacht is vernoemd naar de land- en studiegenoot van Linnaeus, Peter Artedi.

## Soorten
- Artedia squamata L.